# Я, Дэниел Блейк
«Я, Дэниел Блейк» (англ. I, Daniel Blake) — британский драматический фильм, снятый режиссёром Кеном Лоучем. Мировая премьера ленты состоялась 13 мая 2016 года на Каннском кинофестивале, где она получила «Золотую пальмовую ветвь».

## Сюжет
Дэниел Блейк, овдовевший 59-летний столяр из Ньюкасла, перенес сердечный приступ. Хотя врач не разрешил мужчине работать, ему было отказано в пособии. Дэниел расстроился, узнав, что с его врачом не связались по поводу этого решения, и поэтому подает апелляцию — процесс, который Дэниелу кажется очень трудным, поскольку он должен заполнять формы онлайн, не умея пользоваться компьютером.
Дэниел знакомится с матерью-одиночкой Кэти Морган, после того, как её уволили за опоздание на прием в Центре занятости. Кэти и её дети только что переехали в Ньюкасл из приюта для бездомных в Лондоне, поскольку в Лондоне нет доступного жилья. Дэниел помогает семье, ремонтирует комнаты, обучает их обогревать комнаты без электричества и мастерит для детей деревянные игрушки.
Во время посещения пункта продовольственной помощи Кэти плачет, охваченная голодом из-за того, что кормит своих детей вместо себя. После того, как её поймали за краже в супермаркете, охранник тайно предлагает Кэти поработать проституткой. Дэниел застает её в борделе, куда она ходит на работу. Дэниел умоляет её бросить работу, но Кэти со слезами на глазах настаивает, что у неё нет другого способа прокормить своих детей.
Условием получения пособия по безработице является то, что Дэниел должен продолжать искать работу. Он отказывается от работы в садовом центре, потому что врач пока не разрешает ему работать. Когда его куратор из центра занятости говорит, что ему нужно больше трудиться, чтобы найти работу, или он получит санкции, Дэниел рисует баллончиком «Я, Дэниел Блейк, требую дату апелляции, прежде чем я умру с голоду» на стене здания.
Дэниел заручается поддержкой прохожих, в том числе других людей, требующих льготы, но его арестовывает полиция и делает предупреждение. Дэниел продает большую часть своего имущества и становится затворником, но из депрессии его выводит дочь Кэти, Дэйзи, которая приносит ему домашнюю еду, чтобы отплатить Дэниелу за его доброту. В день апелляции Дэниела Кэти сопровождает его в трибунал, где консультант по социальному обеспечению сообщает Дэниелу, что его дело выглядит многообещающе. Увидев судью и врача, которые будут решать его судьбу, Дэниел начинает беспокоиться и извиняется, чтобы сходить в туалет, где у него снова случается сердечный приступ и он умирает.
Позже Кэти читает панегирик на его похоронах, посвященный общественному здравоохранению, включая речь, которую он намеревался прочитать во время своего обращения. В речи описываются его чувства по поводу того, как система социального обеспечения его подвела, и говорится: «Я не блик на экране компьютера или номер национальной страховки, я человек».

## В ролях
- Дэйв Джонс — Дэниел Блейк
- Хейли Сквайрс — Кэти Морган
- Бриана Шенн — Дэйзи, дочь Кэти
- Дилан Маккирнон — Дилан, сын Кэти
- Кейт Раттер — Энн
- Шэрон Перси — Шейла
- Кема Сиказве — Китай
- Микки Макгрегор — Айвен
- Колин Кумбс — Почтальон

## Производство
Съемки фильма начались в октябре 2015 года в Ньюкасл-апон-Тайн и его окрестностях. Продюсером фильма выступила Ребекка О'Брайен для студий Sixteen Films, Why Not Productions и Wild Bunch при поддержке Британского института кино и BBC Films.
О'Брайен сначала обратился в киноподразделение Channel 4 за финансированием. После задержки О'Брайен сказала, что Channel 4 сообщил ей, что финансирование недоступно, поскольку «мы уже освещаем этот район, потому что мы занимаемся улицей Бонусов».

## Маркетинг
«Я, Дэниел Блейк» использовал различные маркетинговые ходы, чтобы донести до своей целевой аудитории идею Кена Лоуча и чтобы фильм достиг более широкой аудитории, включая разрушительный маркетинг[что?], уличные показы и публикации в газетах. Кен Лоуч работал с Trinity Mirror, используя редакционную колонку The Mirror, и в каждой газете буква «I» была изменена, чтобы отразить основной шрифт фильма.
The Trinity Mirror также предоставила 10 000 бесплатных билетов на просмотр фильма, как было объявлено в одной из их газет, и использовала Дэниела Блейка в качестве шапки своих статей. Палата общин и другие крупные здания Лондона разместили на внешних стенах проекции заключительной речи Дэниела Блейка в рамках «Партизанской маркетинговой кампании».
Кен Лоуч ретвитнул различные твиты, рекламирующие фильм, и даже запустил хэштег #WeAreAllDanielBlake, который в основном можно найти на официальной странице «Я, Дэниел Блейк» в Твиттере.

## Критика
«Я, Дэниел Блейк» — самый большой успех Лоуча в прокате Великобритании. На Rotten Tomatoes фильм имеет рейтинг одобрения 92% на основе 184 рецензий со средней оценкой 8,01 из 10. По мнению сайта, «Я, Дэниел Блейк, знаменует собой еще одну хорошо рассказанную главу в мощной популистской фильмографии режиссера Кена Лоуча». На Metacritic фильм получил оценку 78 из 100 по мнению 31 критиков.
Марк Кермод, написавший для The Guardian, дал фильму пять звезд.

### Наследие
В 2017 году Дэйв Джонс провел персональную выставку на фестивале Edinburgh Fringe: I, Filum Star, рассказав о том, как изменилась жизнь Джонса после успеха фильма, и получил признание критиков, выступая при аншлаговых залах на протяжении всего показа. В 2019 году он гастролировал с новым шоу From Byker to BAFTA с 24 концертами с августа по ноябрь того же года.
Комедийное шоу «Я, Том Мэйхью» было представлено в Edinburgh Fringe в августе 2019 года. Стендап-комик Том Мэйхью ранее более трех лет получал пособие в «Британии жесткой экономии» и был вдохновлен на написание шоу после просмотра фильма. Шоу было встречено критиками, в январе 2020 года его аншлаг был перенесен в Театр Сохо.
Дэйв Джонс написал сценическую версию фильма, и за кризиса стоимости жизни в Великобритании с 2021 года, премьера которой должна была состояться на Северной сцене в Ньюкасл-апон-Тайн в мае 2023 года. После аншлагового тиража он будет гастролировать до конца года.

### Политические отзывы
Тогдашний государственный секретарь Консервативной партии по вопросам труда и пенсий Иэн Дункан Смит заявил, что фильм несправедлив, и раскритиковал изображение сотрудников Центра занятости: «Идея о том, что все стремятся вас уничтожить, я думаю, действительно навредила персоналу Центра занятости, который не считают себя такими». Продюсер Ребекка О'Брайен ответила, что Дункан Смит «живёт в стране облачных кукушек».
В выпуске программы тематических дебатов BBC «Время вопросов» от 27 октября 2016 года, в которой участвовал Лоуч, тогдашний бизнес-секретарь Консервативной партии Грег Кларк назвал фильм «вымышленным» и сказал: «Управлять системой льгот — это сложная работа». Сотрудникам Министерства труда и пенсий (DWP) приходится принимать невероятно трудные решения, и я думаю, что в принятии этих решений им нужна наша поддержка».
В ответ Лоуч раскритиковал давление, которому подвергаются сотрудники Министерства: «Мы разговаривали с сотнями людей, которые работают в DWP под вашим руководством и инструкциями, и им говорят налагать санкции на людей. в беде». Позже он сказал: «Когда на вас налагают санкции, ваша жизнь превращается в хаос, и люди отправляются в продовольственные банки. Как мы можем жить в обществе, где голод используется как оружие?»
Тогдашний лидер Лейбористской партии Джереми Корбин появился на лондонской премьере фильма и похвалил фильм на своей странице в Facebook. Во время вопросов премьер-министру 2 ноября 2016 года Корбин раскритиковал несправедливость системы социального обеспечения и посоветовал тогдашнему премьер-министру Терезе Мэй посмотреть фильм.

## Награды и номинации
- 2016 — приз «Золотая пальмовая ветвь» за лучший фильм на Каннском кинофестивале, а также специальное упоминание экуменического жюри и приз Palm DogManitarian Award («за демонстрацию трёхногого пса по кличке Шей»).
- 2016 — призы зрительских симпатий на кинофестивалях в Локарно, Сан-Себастьяне и Стокгольме.
- 2016 — две Премии британского независимого кино за лучшую мужскую роль (Дэйв Джонс) и за самый многообещающий дебют (Хейли Сквайрс), а также 5 номинаций: лучший британский независимый фильм, лучший режиссёр (Кен Лоуч), лучший сценарий (Пол Лаверти), лучшая актриса (Хейли Сквайрс), самый многообещающий дебют (Дэйв Джонс).
- 2016 — университетская премия Европейской киноакадемии (Кен Лоуч), а также 4 номинации: лучший европейский фильм (Кен Лоуч, Ребекка О’Брайен), лучший европейский режиссёр (Кен Лоуч), лучший европейский сценарист (Пол Лаверти), лучший европейский актёр (Дэйв Джонс).
- 2017 — премия BAFTA за лучший британский фильм года (Кен Лоуч, Ребекка О’Брайен, Пол Лаверти), а также 4 номинации: лучший фильм (Ребекка О’Брайен), лучший режиссёр (Кен Лоуч), лучший оригинальный сценарий (Пол Лаверти), лучшая актриса второго плана (Хейли Сквайрс).
- 2017 — премия Лондонского кружка кинокритиков за лучший британский или ирландский фильм года, а также три номинации: лучший фильм года, лучший британский или ирландский актёр года (Дэйв Джонс), лучшая британская или ирландская актриса года (Хейли Сквайрс).
- 2017 — две премии «Империя» за лучший британский фильм и за лучший актёрский дебют (Дэйв Джонс), а также две номинации: лучший режиссёр (Кен Лоуч), лучшая актриса-дебютантка (Хейли Сквайрс).
- 2017 — премия «Сезар» за лучший иностранный фильм.
- 2017 — номинация на премию «Гойя» за лучший европейский фильм.
- 2017 — номинация на премию «Аманда» за лучший иностранный художественный фильм.
- 2017 — номинация на премию «Бодиль» за лучший неамериканский фильм.
- 2017 — номинация на премию «Орлы» за лучший европейский фильм.
- 2018 — номинация на премию «Магритт» за лучший иностранный фильм совместного производства.